# سیمون اسلوگا
سیمون اسلوگا (انگلیسی: Simon Sluga؛ زادهٔ ۱۷ مارس ۱۹۹۳) بازیکن فوتبال اهل کرواسی است.
از باشگاه‌هایی که در آن بازی کرده‌است، می‌توان به باشگاه فوتبال یوونتوس، باشگاه فوتبال رییکا، باشگاه فوتبال اسپتزیا، باشگاه فوتبال هلاس ورونا، باشگاه فوتبال لوکوموتیو زاگرب و باشگاه فوتبال لوتون تاون اشاره کرد.
وی همچنین در تیم‌های ملی فوتبال زیر ۲۰ سال کرواسی، زیر ۲۱ سال کرواسی، و کرواسی بازی کرده‌است.